# Balthasar Schwarm
Balthasar Schwarm (n. 11 septembrie 1946, Bruckmühl, zona de ocupație americană în Germania⁠(d), Germania) este un sănier ce a reprezentat Germania, medaliat olimpic. A participat la 3 ediții ale Jocurilor Olimpice (1972, 1976, 1980) în care a câștigat o medalie de argint.